# John Charles Fields
John Charles Fields (Hamilton, 14 maggio 1863 – Toronto, 9 agosto 1932) è stato un matematico canadese.
Fu lui ad ideare la Medaglia Fields, importante riconoscimento che dal 1936 viene assegnata nel corso dei congressi quadriennali dell'International Mathematical Union (IMU), al più a quattro giovani matematici, di età rigorosamente inferiore a 40 anni, che si sono distinti per contributi importanti nel campo della matematica.

## Biografia
John Charles Fields nacque il 14 maggio 1863 da Harriet Bowes e John Charles Fields, un negoziante di pelli che possedeva un'attività commerciale al 32 di King Street West ad Hamilton in Ontario, e visse al 150 di King Street East a Hamilton. Rimase orfano di padre a soli undici anni. Frequentò l'Hamilton Collegiate Institute, dove dimostrò di essere un eccellente allievo e si diplomò nel 1880.
Dopo aver lasciato l'Hamilton Collegiate Institute, Fields si iscrisse all'Università di Toronto per studiare matematica. Il suo corso di studi non fu troppo facile, infatti sua madre morì mentre era a metà del suo percorso universitario. Nonostante ciò egli aveva un eccellente media e si laureò in matematica nel 1884, vincendo la medaglia d'oro per la matematica. Concluse i suoi studi negli Stati Uniti presso la Johns Hopkins University di Baltimora, dove nel 1887 Fields terminò il suo dottorato con la tesi dal titolo “Symbolic Finite Solutions and Solutions by Definite Integrals of the Equation dny/dxn = xmy”(American Journal of Mathematics, 1886).
Fields fu nominato nel 1889 professore di matematica presso l'Allegheny College, una delle più antiche scuole in Pennsylvania, ma, disilluso dallo stato della ricerca matematica, rassegnò le dimissioni dopo tre anni per proseguire i suoi studi in Europa.
Dal 1892 al 1900 Fields studiò a Parigi, Berlino e Gottinga con alcuni dei più grandi matematici del tempo, tra cui Fuchs, Felix Klein, Frobenius, Hensel, Schwarz, Karl Weierstraß, e Planck. Fu insignito della medaglia d'oro per la matematica a Berlino. A Parigi strinse amicizia con Gösta Mittag-Leffler, che lo accompagnò per tutta la vita.
Questo lungo periodo di studio, che ha esercitato un influsso determinante sulla sua vita, è stato reso possibile da una modesta rendita privata, combinata con abitudini di vita semplici.
Fields nel 1902 fu nominato docente presso l'Università di Toronto, dove rimase fino alla sua morte, anche se ha spesso visitato l'Europa, dove egli conosceva molti capi di Stato. Ad esempio nel 1912 partecipò a una cena del Re di Svezia.
Egli divenne un professore associato nel 1905, prima di essere promosso professore emerito nel 1914. Nel 1923 fu promosso Professore ricercatore presso l'Università di Toronto. Lì lavorò instancabilmente per aumentare la statura della matematica all'interno degli ambienti accademici. Ottenne un assegno di ricerca annuale di 75000 $ con cui contribuì a creare il National Research Council del Canada e la Ontario Research Foundation.

## Ricerche
Il suo campo di ricerca privilegiato fu sulle funzioni algebriche. Nel 1906 pubblicò un testo in cui il Teorema di Riemann-Roch, il Teorema di Weierstrass Gap,il teorema di Hurwitz e i teoremi di Brill e Max Noether.
Il lavoro del professor Fields sulle funzioni algebriche deve essere considerato l'organizzazione e lo sviluppo delle idee sul tema sviluppate precedentemente. In precedenza c'erano pochi riferimenti ai metodi di studio. Egli lavorò per tutta la vita per uniformare le teorie precedenti e costruire una soddisfacente teoria dotata di completezza e genericità. Il suo più grande merito è stato quello di formulare una trattazione completamente algebrica anche per risolvere problemi risolvibili in precedenza solo con l'intuizione geometrica.

## Congressi internazionali
Fields eccelse comunque come organizzatore di eventi matematici.
La serie di Congressi Internazionali di Matematici iniziarono a Zurigo nel 1897, ma nessun congresso si svolse durante la prima guerra mondiale. Nel primo dopoguerra (1920) fu istituita, al congresso di Strasburgo, l'Unione Internazionale di Matematica al fine di organizzare i congressi matematici futuri, ma la Germania, l'Austria-Ungheria, la Bulgaria, la Turchia furono escluse a causa dell'esito del conflitto. Si dibatté molto sulla questione, molti ritenevano che la matematica non avrebbe dovuto essere sottoposta a pressioni politiche e che si doveva dare il benvenuto ai matematici di tutte le nazioni.
Nel 1922, Fields propose di tenere il congresso internazionale a Toronto, sotto gli auspici della International Mathematical Union. Egli fu in questa occasione un abile politico, e fu in grado di convincere molti oppositori dell'Unione a partecipare al Congresso di Toronto che ebbe grande successo. Fields trascorse vari mesi in Europa lavorando inesorabilmente per rendere il Congresso di Toronto possibile. Nel suo viaggio ottenne anche un finanziamento che permise di sostenere le spese di viaggio per l'America del Nord ai matematici europei e che suggerì l'idea di istituire un fondo.

## Medaglia Fields
Fields è ricordato per l'idea di concepire e istituire un fondo per una medaglia internazionale per coloro che si distinguono in campo matematico. Le proposte iniziali sono nate il 24 febbraio 1931. Era tutto pronto nel 1932 quando Fields si recò a Zurigo per presentare la sua proposta di Medaglie. Tuttavia iniziò ad avere problemi di salute nel maggio del 1932, quando iniziò a soffrire di problemi cardiaci. Pochi giorni prima della sua morte egli lasciò le sue volontà a Synge e un importo di 47000 $ da aggiungere ai fondi per le medaglie. Egli non visse abbastanza per partecipare al Congresso, ma le sue idee furono portate avanti dai suoi collaboratori. Approvata l'idea di Fields in occasione del Congresso Internazionale dei Matematici di Zurigo nel 1932, le prime Medaglie Fields sono state consegnate al Congresso successivo ad Oslo nel 1936. Esse sono state nominate "Medaglie Fields", nonostante il desiderio contrario del fondatore.
Le Medaglie Fields sono assegnate a due matematici sotto i 40 anni di età, ogni quattro anni al Congresso Internazionale dei Matematici. Queste condizioni sono state stabilite da Fields per riconoscere sia lavori completi, sia lavori potenzialmente importanti per uno sviluppo futuro. Si noti che il limite di età di 40 anni non è esplicitamente dovuto a Fields. Le prime Medaglie Fields sono state assegnate a Lars Ahlfors e Jesse Douglas nel 1936. Non sono stati assegnati premi durante la seconda guerra mondiale, e poi a partire dal 1950 le medaglie sono state assegnate ogni quattro anni.
Un premio di 15.000 dollari canadesi è aggiudicato con ogni medaglia Fields, d'oro e con inciso il volto di Archimede e una sua citazione: « Transire suum pectus mundoque potiri. »
Sul retro è incisa la seguente iscrizione:
« Congregati ex toto orbe mathematici ob scripta insignia tribuere. »
i matematici qui riuniti da ogni parte del mondo rendono omaggio all'eccellente lavoro.

## Onorificenze
Fields ricevette importanti onorificenze. È stato eletto borsista alla Royal Society of Canada nel 1907 e, nel 1913, è stato eletto borsista della Royal Society di Londra. Nel 1924 il Congresso Internazionale dei Matematici si è svolto a Toronto e Fields è stato onorato con la presidenza del Congresso. È stato vicepresidente del successivo Congresso Internazionale dei Matematici a Bologna nel 1928 (in cui le nazioni escluse sono state riammesse). Egli ha anche ricoperto la carica di Presidente della Royal Canadian Institute dal 1919 al 1925. È stato presidente della International Mathematical Union, vicepresidente della British Association per l'avanzamento della scienza, e vicepresidente della Associazione Americana per il Progresso della Scienza nel 1924. Egli è stato anche eletto un membro dell'Accademia russa delle scienze e dell‘ Istituto di Coimbra. Un interessante riconoscimento è quello del governo italiano che ha voluto onorare Fields con il titolo di Commendatore della Corona d'Italia, ma il governo canadese aveva una legge che vieta ai cittadini canadesi di possedere titoli, e Fields dovette rifiutare l'offerta del governo italiano.